# 張伯禮
張 伯禮（ちょう はくれい、1948年2月26日 - ）は、中華人民共和国の医師、医学者。天津市南開区出身。中国工程院院士。第11期全国人民代表大会代表。現職は天津中医薬大学学長。

## 経歴
1948年2月26日、天津市南開区で生まれる。1982年7月、天津中医学院（現在の天津中医薬大学）にて修士（中医内科学医学）号を取得。大学卒業後、母校中医研究所室主任を経て、1992年7月中医工程研究所所長、1999年12月第一付属医院副院長、2002年8月学長に就任。1988年6月に中国共産党入党。

## 栄典
- 2005年、中国工程院院士。
- 2006年、何梁何利基金科学と技術進歩賞。
- 2016年、呉階平医学賞。
- 2019年、樹蘭医学賞。